# Tosin Cole

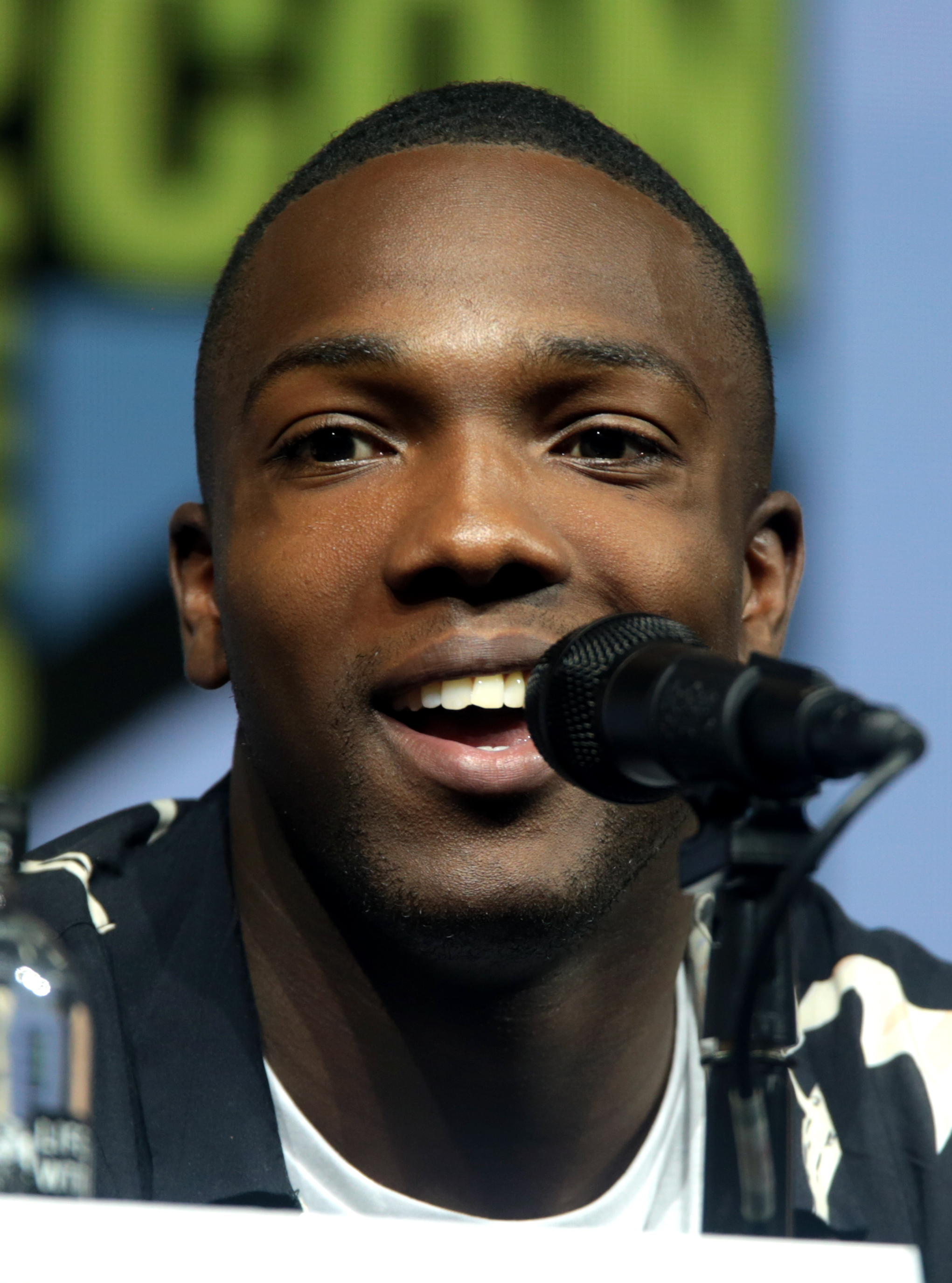
Tosin Cole bei der San Diego Comic-Con 2018

Tosin Cole (* 23. Juli 1992 in Florida) ist ein britischer Schauspieler nigerianischer Herkunft. Bekannt wurde er als Neil Cooper in Hollyoaks und als Ryan Sinclair in Doctor Who.

## Leben und Karriere
Als Cole acht Jahre alt war, zogen sein Vater und sein Onkel, nachdem seine Eltern sich getrennt hatten, von New York City nach London. Er besuchte die Abbey-Wood-Schule im Royal Borough of Greenwich in London und nach dem Unterricht Theaterjugendgruppen. Er schloss sein Abitur nicht ab, als er 2010 eine Rolle in EastEnders: E20, einem Spin-off zu EastEnders, erhielt. Für die Rolle als Sol Levi musste er tanzen lernen und im Finale der zweiten Staffel mit einer professionellen Tanzgruppe auftreten. Er kehrte für die dritte Staffel wieder zurück.
2011 spielte er eine Nebenrolle in der Seifenoper Hollyoaks und erschien 2012 auch in dem Spin-off Hollyoaks Later. 2013 hatte er sein Filmdebüt in Gone Too Far! und Second Coming. Ab 2015 folgten die Filme Star Wars: Das Erwachen der Macht, Burning Sands und Unlocked.
Von 2018 an verkörperte er in Doctor Who Ryan Sinclair, einen von drei Companions des Dreizehnten Doktors. Mit dieser Rolle wurde er 2019 für einen Saturn Award und einen Screen Nation Award nominiert. Sein letzter Auftritt erfolgte in dem Neujahrsspecial 2021, an dessen Ende Ryan beschließt, nicht weiter mit dem Doktor zu reisen.
Im Januar 2020 wurde er in einer zentralen Rolle für die Miniserie 61st Street engagiert, die 2022 erschien. 2022 erhielt er die führende Hauptrolle für die Netflix-Serie Supacell von Rapman über eine Gruppe Schwarzer, die Superkräfte erhalten. Die erste Staffel wurde 2024 veröffentlicht. In den Biopic-Filmen  Till – Kampf um die Wahrheit und Bob Marley: One Love verkörperte er respektive den Bürgerrechtsaktivisten Medgar Evers und den Musiker Tyrone Downie.

## Filmografie

### Serien
- 2010: The Cut (10 Episoden)
- 2010–2011: EastEnders: E20 (3 Episoden)
- 2011–2012: Hollyoaks
- 2012: Hollyoaks Later (5 Episoden)
- 2013: Holby City (eine Episode)
- 2014: The Secrets (eine Episode)
- 2015: Lewis – Der Oxford Krimi (Lewis, 2 Episoden)
- 2015: Versailles (eine Episode)
- 2018–2021: Doctor Who (22 Episoden)
- 2022: 61st Street (8 Episoden)
- 2024: Supacell (6 Episoden)

### Filme
- 2013: Gone Too Far
- 2013: Second Coming
- 2014: Honeytrap
- 2015: Star Wars: Das Erwachen der Macht (Star Wars: The Force Awakens)
- 2016: Burning Sands
- 2017: Unlocked
- 2019: The Souvenir
- 2021: Ear for Eye
- 2022: Till – Kampf um die Wahrheit (Till)
- 2023: House Party
- 2024: Bob Marley: One Love
- 2024: Girl from the North Country

## Nominierungen
- Saturn-Award 2019 in der Kategorie Bester TV-Nachwuchsspieler in Doctor Who
- Screen Nation Award 2019 in der Kategorie Male Performance in TV in Doctor Who